# Архіпелазькі експедиції російського флоту
Архіпелазькі експедиції російського флоту — походи та стратегічні операції російського флоту в районі Грецького архіпелагу в другій половині XVIII — на початку XIX століття.

## Перша Архіпелазька експедиція

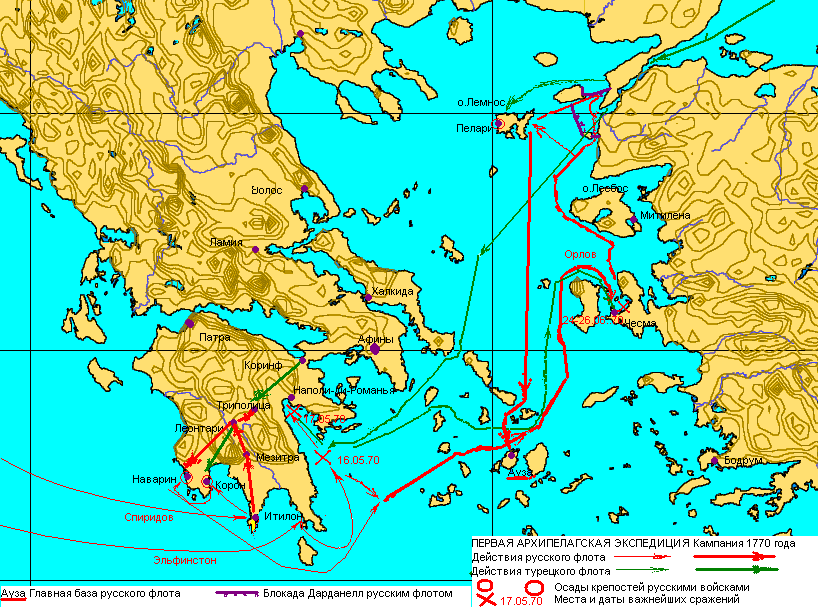
Дії російського флоту в 1770 році

Відбулась під час Російсько-турецької війни (1768—1774) років, коли Росія не мала флоту на Чорному морі, Балтійському флоту була поставлена задача направити ескадру в Середземне море з метою відтягнути частину турецьких сил з Дунайського театру війни та завдати удару Туреччині з тилу, використавши при цьому підготовані повстання слов'янських народів та греків, блокувати Дарданелли та перерізати турецькі комунікації з Північною Африкою та Близьким Сходом.
Загальне командування було покладене на О. Г. Орлова. У склад експедиції увійшли 5 ескадр Балтійського флоту (20 лінійних кораблів, 6 фрегатів, 1 бомбардирський корабель, 27 допоміжних суден з екіпажем та десантом чисельністю близько 17 000 осіб).
Успішний похід експедиції з Балтійського в Середземне море був полегшений сприянням Англії, яка здійснила тиск на Францію та Іспанію, які хотіли перешкодити перекиданню російських кораблів. 29 липня 1769 року 1-ша ескадра адмірала Г. А. Спиридова вийшла з Кронштадту та, досягнувши берегів півострова Морея, 28 лютого 1770 року разом із грецькими повстанцями заволоділа Містрою та Аркадією, а 21 квітня — фортецею Наварин, яка стала базою російського флоту.
Внаслідок невдачі наступальних дій на півострові Морея через недостатню кількість десантних військ та придушення турками повстань головні зусилля експедиції були перенесені в Егейське море.
22 травня 1770 року прибула 2-га ескадра контрадмірала Дж. Ельфінстона та об'єдналась з 1-ю ескадрою Спиридова. 5 липня вода здобула перемогу в Хіоській протоці, а 7 липня знищила майже весь турецький флот в Чесменській битві.
В період з грудня 1770 року по вересень 1774 року в Архіпелаг прибули ескадри контрадмірала І. Н. Арфа, контрадмірала В. Я. Чичагова (в 1772 році її очолив М. Т. Коняєв) та контрадмірала С. Грейга. До укладення миру російський флот здійснював блокаду Дарданелл, висаджував десанти на турецьких островах в Егейському морі та знищував транспорти на морських комунікаціях Туреччини.

## Друга Архіпелазька експедиція

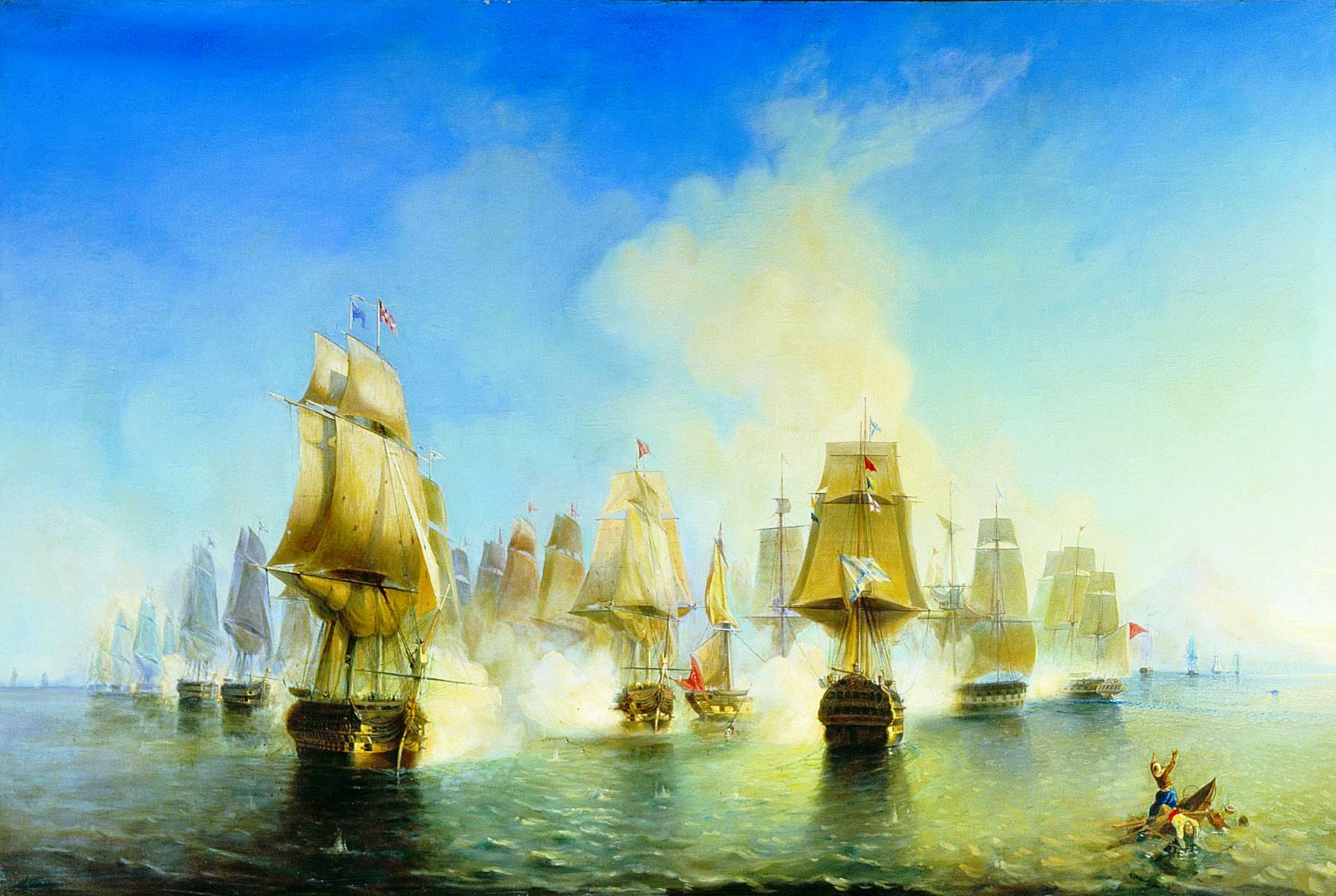
Афонська битва (О. П. Боголюбов)

Відбулась під час війни другої коаліції (Англія, Росія, Австрія, Швеція) проти Франції в 1805—1807 роках. Метою експедиції було підсилення оборони Іонічних островів, де острів Корфу був головною базою російського флоту, створеною під час Середземноморського походу Ф. Ф. Ушакова в 1798—1800 роках.
У січні 1806 року тут було зосереджено 6 загонів Чорноморського флоту та ескадра Балтійського флоту (всього 10 лінійних кораблів, 5 фрегатів, 6 корветів, 6 бригів, 12 канонерських човнів, 13 000 осіб десанту) під командуванням віцеадмірала Д. М. Сенявіна. У 1806 році російський флот діяв в основному в Іонічному морі та поблизу берегів Далмації, блокував узбережжя, яке обороняли французькі війська, десантуванням захопив Каттарську область та декілька островів.
Після початку Російсько-турецької війни (1806—1812) в лютому 1807 року ескадра Сенявіна (8 лінійних кораблів, 1 фрегат, 1 шлюп, 2000 осіб десанту) підійшла до Дарданелл для спільних дій з англійським флотом. У цей час англійська ескадра адмірала Джона Дакворта після прориву в Мармурове море та безрезультатних переговорів з турецьким урядом зі значними втратами вийшла з протоки та пішла на Мальту.
22 березня російський флот захопив острів Тенедос та розпочав блокаду Дарданелл. Спроба турецького флоту прорвати блокаду закінчилась Дарданельською битвою 22—23 травня та розгромом турецького флоту 1 липня в Афонській битві.
Після укладення Тільзитського миру між Росією та Францією в серпні 1807 року ескадра Сенявіна припинила блокаду Дарданелл та повернулась в Балтійське море.

## Наслідки
Під час Архіпелазьких експедицій був успішно здійснений стратегічний маневр силами флоту з одного театру бойових дій на інший. Російський флот використовував рішучі форми стратегічних та тактичних дій: знищення противника в бою, блокадні дії, десантні операції.